# Specie reattive all'ossigeno
Le specie reattive dell'ossigeno (ROS) sono specie chimiche, chimicamente reattive, contenenti ossigeno.
Tale definizione è utilizzata in biologia, ad esempio negli studi basati sulla teoria dello stress ossidativo, proposta da Denham Harman nel 1956. Le specie reattive dell'ossigeno (ROS) includono sia radicali liberi che specie non radicaliche.
Le ROS di natura radicalica comprendono, tra le altre: radicale superossido, radicale ossidrile, radicali alcossilici, radicali perossilici e radicale idroperossido.
Le ROS non radicaliche comprendono: perossido di idrogeno, acido ipocloroso, ossigeno singoletto, ozono e perossidi lipidici.

## Formazione delle specie reattive dell'ossigeno
La produzione di queste specie ha luogo prevalentemente nella membrana plasmatica, nei mitocondri, nei perossisomi, nel reticolo endoplasmatico liscio e nel citosol, mediante reazioni che possono coinvolgere svariati enzimi o metalli di transizione.
A livello mitocondriale le specie reattive dell'ossigeno si formano principalmente come sottoprodotti della respirazione cellulare. Tale processo, nella catena di trasporto degli elettroni, utilizza ossigeno molecolare (O2) come accettore finale di questi ultimi. La catena di trasporto genera acqua (H2O) ed energia tramite il trasferimento di 4 elettroni attraverso i complessi proteici coinvolti. Gli elettroni vengono trasferiti uno per volta all’O2 dai coenzimi flavinici e piridinici in essi contenuti. Il destino descritto riguarda approssimativamente il 95% dell’ O2 assorbito, mentre circa il 5% va incontro a riduzione parziale non enzimatica, dovuta alla “sfuggita” di alcuni elettroni alla catena di trasporto. Si forma così lo ione superossido, secondo la reazione:
O2 + e- →  O2•−
Il radicale superossido può essere coinvolto a sua volta in reazioni di formazione di specie reattive con caratteristiche ossidanti ancora più forti, come il radicale idroperossido (formantesi tramite protonazione di O2•−) o il radicale idrossido (che si genera attraverso reazione di H2O2 con O2•− o con Fe2+).
Oltre alla catena di trasferimento elettronico, situata sulla membrana mitocondriale interna, vi sono diversi altri siti cellulari che possono contribuire alla formazione di specie reattive dell'ossigeno:
- La membrana del fagolisosoma nei fagociti attivati: l’ossidasi fagocitica in essa situata, un enzima costituito da multiple subunità, opera il burst respiratorio, ovvero converte l’O2 in H2O2 durante processi di fagocitosi e batteriolisi[7];
- Nel reticolo endoplasmatico liscio sono prodotte dal citocromo P450;
- Nei perossisomi avviene la formazione di acqua ossigenata come sottoprodotto della β-ossidazione degli acidi grassi;
- Nel citoplasma sono prodotte da enzimi ossidasi;
- Nella membrana plasmatica sono prodotte da enzimi quali lipossigenasi, ciclossigenasi e NADPH ossidasi[8];

- Nei leucociti viene prodotto l’enzima Mieloperossidasi, che genera ROS a scopo difensivo.

| Reazione                           | Equazione |
| ---------------------------------- | --- |
| Formazione dell'anione superossido | {\displaystyle {\ce {O2 + e- -> O2^{.-}}}}                                                                       |
| NADPH ossidasi                     | {\displaystyle {\ce {2O2 + NADPH -> 2O2^{.-}{}+ NADP+}}}                                                         |
| Reazione di Haber-Weiss            | {\displaystyle {\ce {H2O2 + O2^{.-}-> ^{1}O2 + OH- + OH^{.}}}}                                                   |
| Reazione di Fenton                 | {\displaystyle {\ce {H2O2 + Fe^{2+}-> OH- + OH^{.}{}+ Fe^3+}}}                                                   |
| Mieloperossidasi                   | 1. {\displaystyle {\ce {H2O2 + Cl- -> ClO- + H2O}}} 2. {\displaystyle {\ce {H2O2 + ClO- -> Cl- + H2O + ^{1}O2}}} |
| Catalasi                           | {\displaystyle {\ce {2H2O2->2H2O + O2}}}                                                                         |
| Superossido dismutasi              | {\displaystyle {\ce {2O2^{.-}{}+ 2H+ -> H2O2 + O2}}}                                                             |
| Glutatione perossidasi             | 1. {\displaystyle {\ce {2GSH + ROOH -> ROH + H2O + GSSG}}} 2. {\displaystyle {\ce {2GSH + H2O2 -> 2H2O + GSSG}}} |

Le ROS si possono originare altresì da una rottura del legame covalente di un composto organico, formando strutture caricate negativamente, che mantengono un elettrone precedentemente incluso nel doppietto legante.
In alcuni di questi processi le ROS, come accennato poc’anzi, sono prodotte appositamente per scopi utili all’organismo, quali: promozione dell’espressione di geni codificanti molecole ad azione antiossidante; funzionamento come molecole segnale e difesa antimicrobica.
Vi sono agenti fisici, chimici e biologici che influiscono sulla generazione spontanea di ROS o sulla loro produzione fisiologica in maniera significativa, quali:
- Radiazioni ionizzanti e UV, che inducono scissione omolitica di H2O (radio-/fotolisi), in cui la molecola d’acqua utilizza l’energia assorbita per rompere uno dei suoi legami covalenti con l’idrogeno, portando alla liberazione di un radicale ossidrile e un atomo di idrogeno con un elettrone spaiato (entrambi radicali liberi);
- Inquinanti di vario genere, idrocarburi aromatici, pesticidi e farmaci;
- Batteri, anticorpi.

### Ossigeno tripletto
La molecola di ossigeno, nello stato fondamentale di tripletto, ha una bassa reattività in quanto possiede due elettroni spaiati aventi stesso spin nell’orbitale π di antilegame più esterno che fungono da barriera per l’inserimento di coppie di elettroni (fenomeno della restrizione di spin). Per ossidare un'altra molecola, o atomo, infatti l’ossigeno tripletto dovrebbe accettare degli elettroni con spin parallelo e generalmente le coppie elettroniche hanno invece spin antiparallelo.
La reattività dell’ossigeno nel suo stato fondamentale può essere però aumentata grazie alla presenza di enzimi catalizzatori o alle interazioni con altri centri paramagnetici che permettono quindi il superamento delle barriere cinetiche e termodinamiche imposte dalla sua configurazione.

### Il radicale ossigeno singoletto
L’ossigeno singoletto è molto più reattivo di quello allo stato fondamentale infatti deve la sua formazione ad agenti fotosensibili (protoporfirine, pigmenti naturali, idrocarburi aromatici) che assorbono l’energia della luce visibile per trasferirla all’ossigeno molecolare. Nei sistemi biologici può però formarsi anche mediante:
- dismutazione spontanea del radicale superossido

- interazione del radicale superossido con il radicale ossidrile

- reazione di Haber-Weiss

- reazione catalizzata dalla mieloperossidasi fra ipoclorito e perossido di idrogeno

Poiché è uno stato eccitato dell’ossigeno, l’ossigeno singoletto tende ad inattivarsi in modo spontaneo con formazione di ossigeno tripletto, ma un’eccessiva presenza all’interno della cellula può comunque portare a notevoli danni dovuti alla sua capacità di attaccare i doppi legami carbonio-carbonio degli acidi grassi insaturi, del colesterolo e di altri anelli aromatici causando la degradazione di componenti cellulari essenziali.

### Il radicale anione superossido
Il radicale anione superossido si forma grazie ad una riduzione dell’ossigeno operata da solo un elettrone. Questo elettrone riesce a riempire la lacuna presente in uno degli orbitali π di antilegame mantenendo spin antiparallelo rispetto all’elettrone presente.
L’anione superossido,  in seguito ad una protonazione, si trasforma nel radicale idroperossido (HO2 •) nonostante in condizioni fisiologiche prevale la forma non protonata.
Grazie all’elevato potenziale redox dell’ossigeno molecolare questa reazione è molto frequente,  soprattutto in seguito a radiolisi, fotolisi o in presenza di altri radicali organici  che si formano normalmente all’interno delle cellule e al trasferimento di elettroni nelle emoproteine. Inoltre, questo anione può essere generato durante il ciclo catalitico del citocromo P-450 o in alcune reazioni catalizzate da ossidasi come la produzione dell’acido urico catalizzata dalla xantina ossidasi.
Anche le deidrogenasi flaviniche possono generare anione superossido in seguito all’interazione dell’ossigeno con la forma più ridotta del cofattore sia con la forma radicalica semichinonica. Un altro modo in cui viene generato l'anione superossido è grazie ai leucociti nella reazione catalizzata dalla NADPH ossidasi nella catena di trasporto degli elettroni a livello dei mitocondri e perossisomi. 
Il radicale anione superossido si comporta sia da riducente che da ossidante. In condizioni fisiologiche la superossido dismutasi (SOD)  catalizza la seguente reazione:
2O2•  +  2H+  →  H2O2  +  O2
Questa reazione può essere anche spontanea a pH relativamente bassi e diventa progressivamente più lenta quando il pH supera il valore di 4,8. Inoltre, Il radicale superossido può ridurre il Fe3+ del citocromo c o il Cu2+ delle proteine che contengono rame con formazione di ossigeno molecolare o può ossidare ioni ferrosi e il NAD(P)H legato ad enzimi formando il protossido di idrogeno.
Nonostante il radicale anione superossido possa reagire con carboidrati, proteine, acidi nucleici e lipidi non presenta particolare tossicità. Può però interagire con il perossido di idrogeno (reazione di Haber-Weiss) attraverso la seguente reazione:
2O2• + H2O2 →OH• + OH- + O2
L'anione superossido interagisce inoltre con i composti insaturi come gli acidi grassi insaturi per formare idroperossidi e può agire da forte ossidante con alcuni aminoacidi compromettendo la funzione delle proteine.

### Il perossido d'idrogeno
Questa molecola (H2O2) non presenta elettroni spaiati, perciò non è un radicale. Nei sistemi biologici è frutto della dismutazione del radicale superossido e costituisce il prodotto primario di ossidasi perossisomiali. Può essere prodotto dal metabolismo dell’alcol, in seguito ad assunzione di cospicue quantità di quest’ultimo.
Il perossido di idrogeno è un ossidante piuttosto blando; tuttavia se presente in concentrazioni elevate può ossidare i gruppi tiolici presenti nelle proteine o negli acidi grassi polinsaturi. Reagendo con Fe2+ (reazione di Fenton) o con l’anione superossido (reazione di Haber-Weiss), forma il radicale ossidrile, la cui produzione aumenta in condizioni patologiche; tale processo avviene anche per l'anione Cl- tramite mieloperossidasi, con conseguente formazione di acido ipocloroso.

### Il radicale ossidrile
Il radicale ossidrile (∙OH) è una delle specie chimiche più reattive prodotte nell’organismo umano.
Si forma tramite riduzione del perossido di idrogeno, operata dal radicale semichinonico o da metalli di transizione. L’anione superossido e il perossido di idrogeno, in particolare se presenti ad elevate concentrazioni, sono potenziali agenti di rilascio di ioni metallici a partire da proteine contenenti cluster [4Fe-4S], dall’emoglobina o dalla ferritina; tale rilascio rende i metalli disponibili alla reazione di Fenton, la quale produce radicali ossidrile.
Fe2+ + H2O2     →    Fe3+ + OH- + ∙OH
La reazione di Haber-Weiss è anch’essa fonte di produzione del radicale in questione, in quanto combina la reazione di Fenton alla riduzione dei metalli di transizione, operata dall’anione superossido (è una reazione di disproporzione tra superossido e perossido d’idrogeno, catalizzata da ioni metallici bivalenti):
O2- + H2O2    →    O2 + H2O + ∙OH
Il radicale ossidrile innesca la perossidazione lipidica, ossia l'ossidazione degli acidi grassi dei lipidi di membrana, a livello delle quali provoca danni strutturali; un esempio è rappresentato dalla perossidazione radicalica dell’acido arachidonico, un acido grasso polinsaturo contenuto nei fosfolipidi di membrana.

## Meccanismi di rimozione delle ROS
La formazione delle ROS è normale all’interno della cellula, di conseguenza gli organismi hanno sviluppato molteplici meccanismi per tenerne sotto controllo la concentrazione. Questi sistemi antiossidanti possono essere di due tipi:
- antiossidanti intracellulari:
  - enzima superossido dismutasi (SOD): catalizza la trasformazione di due radicali superossido in una molecola di O2 e una di H2O2;[10]
  - enzima catalasi: catalizza la formazione di una molecola di O2 e due di H2O partendo da due molecole di H2O2;[10]
  - enzima glutatione perossidasi: sfrutta il glutatione per ridurre la H2O2 a H2O o le ROOH a ROH;[6]
- sostanze assunte da integratori:
  - vitamine antiossidanti: A, E e C[11]
  - flavonoidi e bioflavonoidi;[12]
  - carotenoidi;[12]
  - polifenoli.[4]

## Danni da ROS
Nel momento in cui la produzione di ROS supera la capacità fisiologica degli antiossidanti menzionati di processarle, si crea una condizione di stress ossidativo, cioè una sofferenza a livello cellulare e tissutale che può portare alla morte delle cellule per apoptosi e necrosi; quest’ultima favorisce la sintesi di fattori infiammatori, portando ad un accumulo di danni molecolari, che contribuiscono ad un invecchiamento precoce dell’organismo.
L'iperproduzione di ROS può avvenire in seguito a diversi fenomeni, tra i quali malattie cardiovascolari, ischemia dei tessuti, diete sbilanciate, consumo di alcol, fumo di sigaretta ed esposizione a radiazioni ionizzanti.
Le specie radicaliche presentano uno o più elettroni spaiati, si tratta cioè di specie molto reattive che, per stabilizzarsi, hanno la forte tendenza a sottrarre un elettrone o a cedere il proprio a specie non radicaliche che diventano però a loro volta dei nuovi radicali liberi, dando il via a meccanismi "a catena". La reazione a catena terminerà quando un radicale libero acquisterà un altro elettrone singolo, per formare una coppia di elettroni appaiati; ciò accade quando un radicale ne incontra un altro.
La stabilizzazione delle specie reattive dell'ossigeno prevede quindi l'interazione con numerose strutture cellulari a cui sottrarre elettroni, in particolare con fosfolipidi di membrana, proteine e acidi nucleici.

### Membrane biologiche
Il danno ossidativo alle membrane biologiche prevede una perossidazione lipidica con conseguenze diverse a seconda della membrana coinvolta:
- nella membrana citoplasmatica determina l'ingresso di liquidi e ioni e la fuoriuscita del contenuto cellulare in seguito alla perdita dell'equilibrio osmotico;

- nella membrana mitocondriale determina l'apertura di pori di transizione dai quali fuoriesce il citocromo c che induce l'apoptosi cellulare;

- nella membrana lisosomiale determina la fuoriuscita nel citoplasma degli enzimi lisosomiali in grado di digerire proteine, DNA, RNA e glicogeno portando alla necrosi cellulare.

Il sistema nervoso centrale è particolarmente sensibile al danno da ROS in quanto la guaina mielinica è ricca di lipidi che possono andare incontro a perossidazione in seguito ad esempio ad emorragie cospicue durante le quali il ferro può dare origine a radicali liberi.

### Proteine
Il danneggiamento delle proteine prevede l'ossidazione delle catene laterali degli aminoacidi, la formazione di legami crociati fra le catene proteiche e reazioni di frammentazione a seguito della minor stabilità delle strutture polipeptidiche. In generale vi è una denaturazione delle proteine che perdono quindi la loro funzione.

### Acidi nucleici
A livello del DNA, i radicali dell'ossigeno possono indurre la formazione di dimeri di timina coinvolti nell'invecchiamento cellulare; i fenomeni di ossidazione possono comunque avvenire su tutte le basi e sul 2-deossiribosio, ma a mettere in evidenza la presenza di stress ossidativo è principalmente l’ossidazione della deossiguanosina in 8-idrossideossiguanosina che altera la stabilità del DNA.
I danni associati alle specie reattive dell'ossigeno sono spesso coinvolti nell'insorgenza di condizioni patologiche come aterosclerosi, cancro e condizioni neurodegenerative.  Alcuni esempi di queste patologie sono il morbo di Parkinson, la malattia di Alzheimer e la Corea di Huntington. È proprio dalla scoperta del legame tra queste specie chimiche e determinate malattie che si è formulata la teoria secondo la quale l’azione dei radicali liberi sia causa almeno parziale dell’invecchiamento. Infatti, difetti congeniti del DNA mitocondriale, che possono causare una sua maggiore sensibilità all’azione dei radicali, sono alla base di malattie, tra cui quelle sopra citate, che si manifestano con sintomi comuni nella senilità.

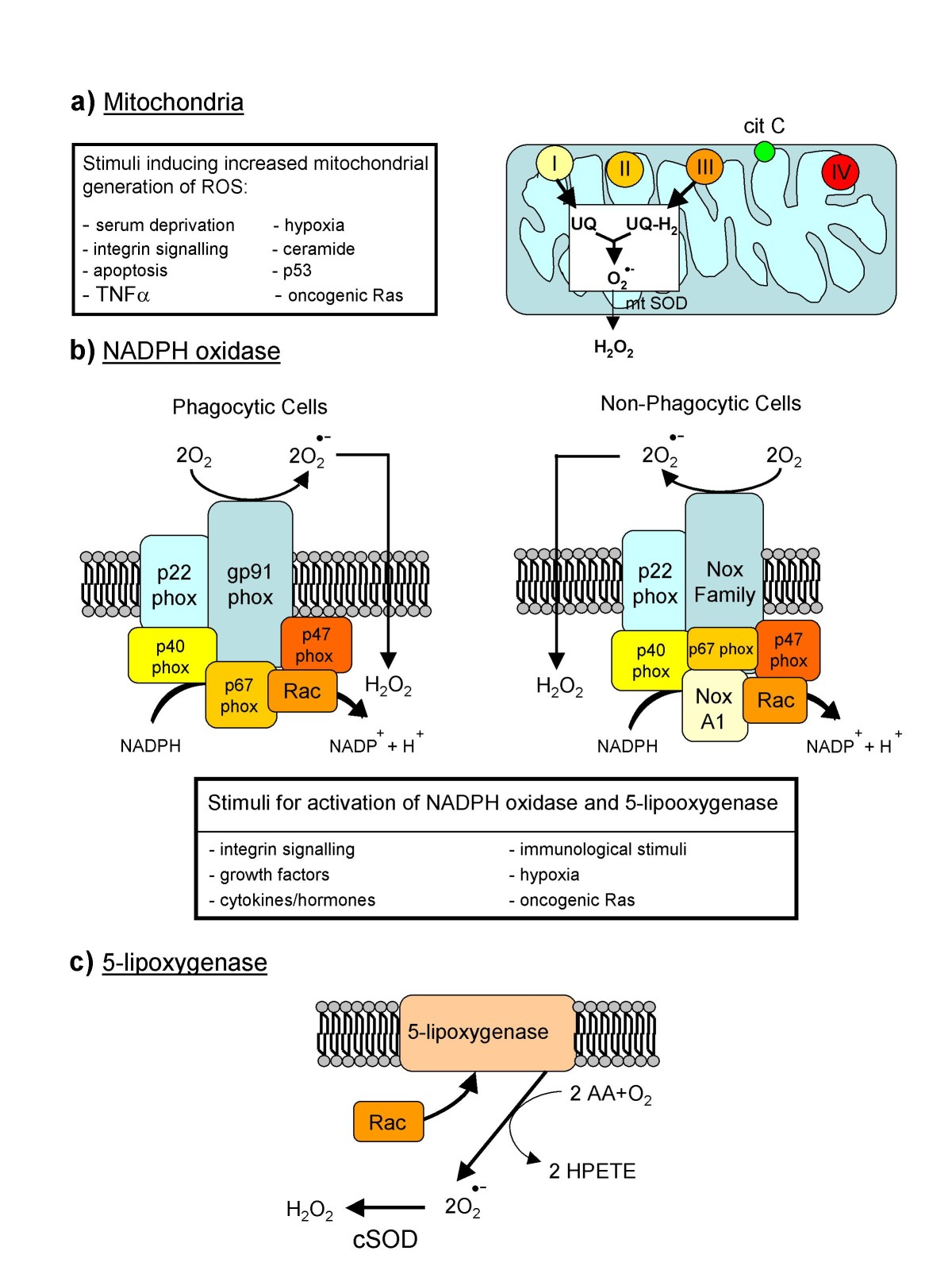
Principali fonti cellulari di ROS in cellule viventi non fotosintetiche. Da una recensione di Novo e Parola, 2008.

## Scavenging
Il termine scavenger tradotto dall'inglese significa «spazzino»; in biologia si intendono molecole che operano come antiossidanti, inattivando o rimuovendo, attraverso reazioni di ossidoriduzione, prodotti indesiderati derivati da reazioni chimiche. Inibiscono l'ossidazione delle molecole, che potrebbero risultare dannose per gli organismi, rendendole stabili.
Possiamo distinguere molecole enzimatiche e non-enzimatiche.
Ne fanno parte i ROS scavenger, che sono in grado di trasformare i radicali dell’ossigeno in composti non radicalici, privi cioè di reattività e tossicità. 

### Molecole enzimatiche
Alcuni esempi la superossido dismutasi (SOD), la glutatione perossidasi (GPX), la catalasi (CAT), la citocromo-ossidasi (CCO), l’ubichinone, i composti tiolici, l’albumina e la bilirubina.

### Molecole non-enzimatiche
Ne fanno parte ad esempio: la vitamina A, l'acido ascorbico (o vitamina C), il glutatione (GSH), la vitamina E, le metallotioneine (MT), l’acido urico e i carotenoidi. Questi sono in grado di catturare i radicali liberi, bloccando la propagazione delle tipiche reazioni radicaliche a catena. Interagendo direttamente con i radicali, li inattivano e ne riducono la concentrazione.

### Il ruolo delle molecole scavenger nell'eliminazione delle specie reattive
I passaggi chiave del processo di eliminazione delle specie reattive dell'ossigeno da parte degli organismi sono i seguenti: la superossido dismutasi (SOD) dismuta l’anione superossido in perossido di idrogeno e ossigeno, successivamente sul perossido di idrogeno agiscono la catalasi (CAT), che catalizza la reazione portando alla formazione di acqua e ossigeno, e l’enzima glutatione perossidasi (GPX), che catalizza la reazione che porta alla formazione di acqua e glutatione in forma ossidata (GSSG). La CAT è presente nei perossisomi. 
L'enzima GPX utilizza come substrato il GSH. In condizioni normali, il rapporto tra GSH e GSSG (rispettivamente, la forma ridotta e la forma ossidata del glutatione) è a favore della forma ridotta. In presenza di ROS, il GSH si comporta come molecola scavenger, e di conseguenza aumenta la quantità della forma ossidata. A questo punto, diventa fondamentale l'azione di un altro enzima, ovvero la glutatione reduttasi: il suo ruolo è di convertire la forma ossidata in quella ridotta.
Si è notato come le concentrazioni di vitamina E, enzimi (SOD, catalasi e GPX) e substrati (GSH) tendano ad aumentare, o essere comunque a livelli maggiori, in quei comparti ove è più probabile si verifichi il danno a causa delle ROS e dove esso è potenzialmente più nocivo.
Come già anticipato nel paragrafo precedente, tra le molecole scavenger di natura non-enzimatica è presente la vitamina E: si tratta di una molecola liposolubile che agisce come potente antiossidante cellulare, impedendo l’ossidazione di specie fortemente insature; oltre a ciò, presiede al mantenimento dell’integrità delle componenti fosfolipidiche che si trovano nella membrana citoplasmatica, grazie alla loro natura di scavenger nei confronti delle ROS. Nel reagire coi radicali perossidici lipidici (instabili), il tocoferolo (un altro termine per indicare la vitamina E) libera idroperossidi lipidici più stabili. I radicali tocoferolici interrompono la reazione radicalica a catena proteggendo le membrane cellulari dalla perossidazione lipidica. Il radicale tocoferolico, generatosi sulla membrana, viene ridotto da agenti riducenti come ascorbato e glutatione. Reagendo con il glutatione, in particolare, il radicale tocoferolico viene ridotto a tocoferolo; la reazione è catalizzata da un enzima di membrana, il perossidoglutatione.

### Esempi

#### ROS scavenger
- Molecole enzimatiche:[18]
  - Superossido dismutasi (SOD)
  - Catalasi (CAT)
  - Glutatione perossidasi (GPX), funge da substrato riducente permettendo l’eliminazione di H2O2 e degli idroperossidi organici (ROOH)

- Molecole non enzimatiche:[18]
  - Liposolubili:
    - Vitamina A o retinolo
    - Vitamina E o tocoferolo
    - β-carotene
    - Acido lipoico, agisce nei confronti di diversi ossidanti (HO•, O2•, HClO)
    - Coenzima Q10
    - Metallotioneina

  - Idrosolubili:
    - Vitamina C, agisce come scavenger nei confronti di diversi radicali (HO•, ROO• e O2•)
    - Acido urico